# هارفي جلاتمان
كان هارفي موراي جلاتمان (10 ديسمبر 1927 - 18 سبتمبر 1959)، قاتل أمريكي متسلسل نشط في أواخر الخمسينات. كان معروفًا في وسائل الإعلام بـ "The Lonely Hearts Killer" و"The Glamour Girl Slayer". وكان يستخدم العديد من الأسماء المستعارة، حيث يتظاهر بأنه مصور محترف لجذب ضحاياه من النساء بوعدهن بمهنة في عروض الأزياء.